# Metro v Petrohradu
Petrohrad, druhé největší velkoměsto v Rusku, má vlastní systém podzemní dráhy. Tvoří jej 5 linek, radiálně vedené a spojující historický střed města s jeho novějšími částmi.

## Historie

### První projekty
První plány na výstavbu metra existují již od roku 1899. Byla vyhlášena soutěž, v níž se objevilo velké množství projektů. Jejich základním a jednotným prvkem ale bylo propojení všech nádraží spolu s Něvským prospektem, hlavní dopravní tepnou města. Jednalo se tehdy ještě o nadzemní městskou dráhu.
Na počátku 20. století se objevil návrh P. I. Balinského, který na něm pracoval několik let, považován za velmi významný pro historii metra v Petrohradu. Mělo vzniknout šest linek, z toho dvě okružní. Celková délka sítě by dosáhla 172 km; vzniknout mělo mnoho mostů a estakád. Výstavba by si vyžádala náklady ve výši 190 milionů rublů.
Nakonec se však ukázalo, jak náročná stavba v oblasti s písčitým a velmi komplikovaným podložím bude, proto se výstavba nerealizovala. Situaci rovněž ztížila i říjnová revoluce a změna priorit země.

### Realizace
Kopat se začalo až v roce 1940 a stavělo se 15 let (ražbu tunelů však přerušila 2. světová válka a blokáda Leningradu). Po válce se ještě měnily trochu projekty, opět se začalo se stavebními pracemi 3. září 1947. Město bylo ve srovnání s Moskvou více poničené válkou, a proto bylo nutné stavební kapacity využít na potřebnějších místech (obnova nádraží, ulic apod.). Na podzim roku 1955 už se vše dokončovalo. 7. října téhož roku projel první zkušební vlak tratí a 15. listopadu se konalo slavnostní otevření prvního úseku, spojujícího všechna významná nádraží ve městě, dnes součást Kirovsko-Vyborské linky (označená červeně).

### První léta rozvoje metra
V roce 1961 přibyla druhá linka, o šest let později třetí; tím se v centru města vytvořil přestupní trojúhelník. Roku 1985 byla otevřena ještě linka Pravoberežnaja.

### Postsovětské období v rozvoji metra
Na začátku roku 1992 probíhaly stavební práce na celkem 14 stanicích, nacházejících se na několika úsecích po celém městě. Jednalo se o 6 stanic „přímořského rádiusu“ (Admiraltějskaja, Sportivnaja, Čkalovskaja, Krestovskij ostrov, Staraja Děrevňa a Komendantskij prospekt), dvě stanice na Pravoberežné lince (Spasskaja a tunel do stanice Narodnaja), dále také i stanice Parnas (otevřena teprve v roce 2007), stanice „frunzenského rádiusu“ (Zvenigorodskaja, Obvodnyj kanal, Volkovskaja, Bucharestskaja, Meždunarodnaja). Pokud by bylo dodrženo tempo výstavby ještě z let osmdesátých, bylo by možné tyto stanice dokončit do pěti až šesti let. To však předpokládalo dosatatek finančních prostředků.
Roku 1994 bylo navrženo vybudovat v dalších deseti letech celkem 61 stanic na třech zcela nových linkách. Přestože první z nich (pátá) už byla ve stavbě, nakonec se právě kvůli problémům, které prostihly v 90. letech celou zemi otevřelo v této době mnohem méně – jen šest stanic. Navíc stárl také i vozový park, problematické se stalo i několikaleté rozdělení první linky na dvě kvůli technickým problémům (vnik podzemní vody). Metro začalo být sponzorovaným projektem.
První úsek páté linky byl otevřen v roce 2008. Podle velkolepých plánů má existovat kolem roku 2030 již okolo osmi linek (v mnoha projektech se objevuje i linka okružní) a hlavní dopravní zátěž tak připadne metru.
Dne 3. dubna 2017 došlo mezi stanicemi Technologičeskij institut a Sennaja ploščaď k bombovému útoku.

## Vývoj stanic
Zatímco stanice budované v 50. letech se podobají soudobým z Moskvy, výstavba z let 60. a 70. je více strohá a spartánská, nakonec začaly převažovat stanice jednolodní. Petrohradskou specialitou jsou také stanice metra uzavřeného typu, které nemají přístupné boční lodě; jsou zavřené dveřmi, které se otevřou jen při příjezdu vlaku. Na rozdíl od jiných měst bývalého SSSR, kde bylo rozšířeno v jednu dobu více typů stanic, v Petrohradu docházelo k pravidelnému střídání.

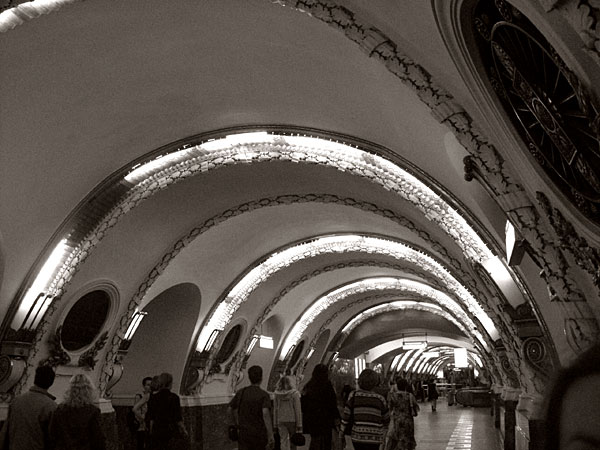
Jedna z nejstarších stanic, Ploščaď Vosstanija
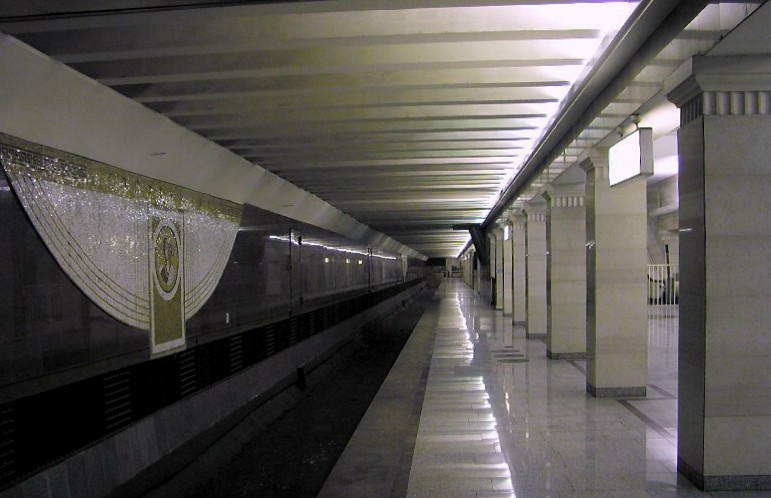
Stanice metra Sportivnaja
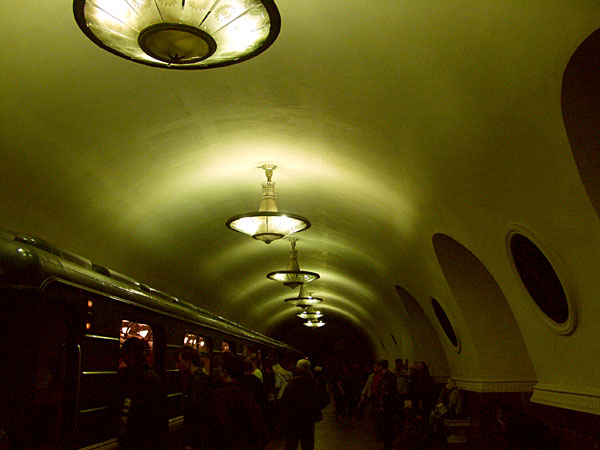
Jedna ze starých stanic sítě
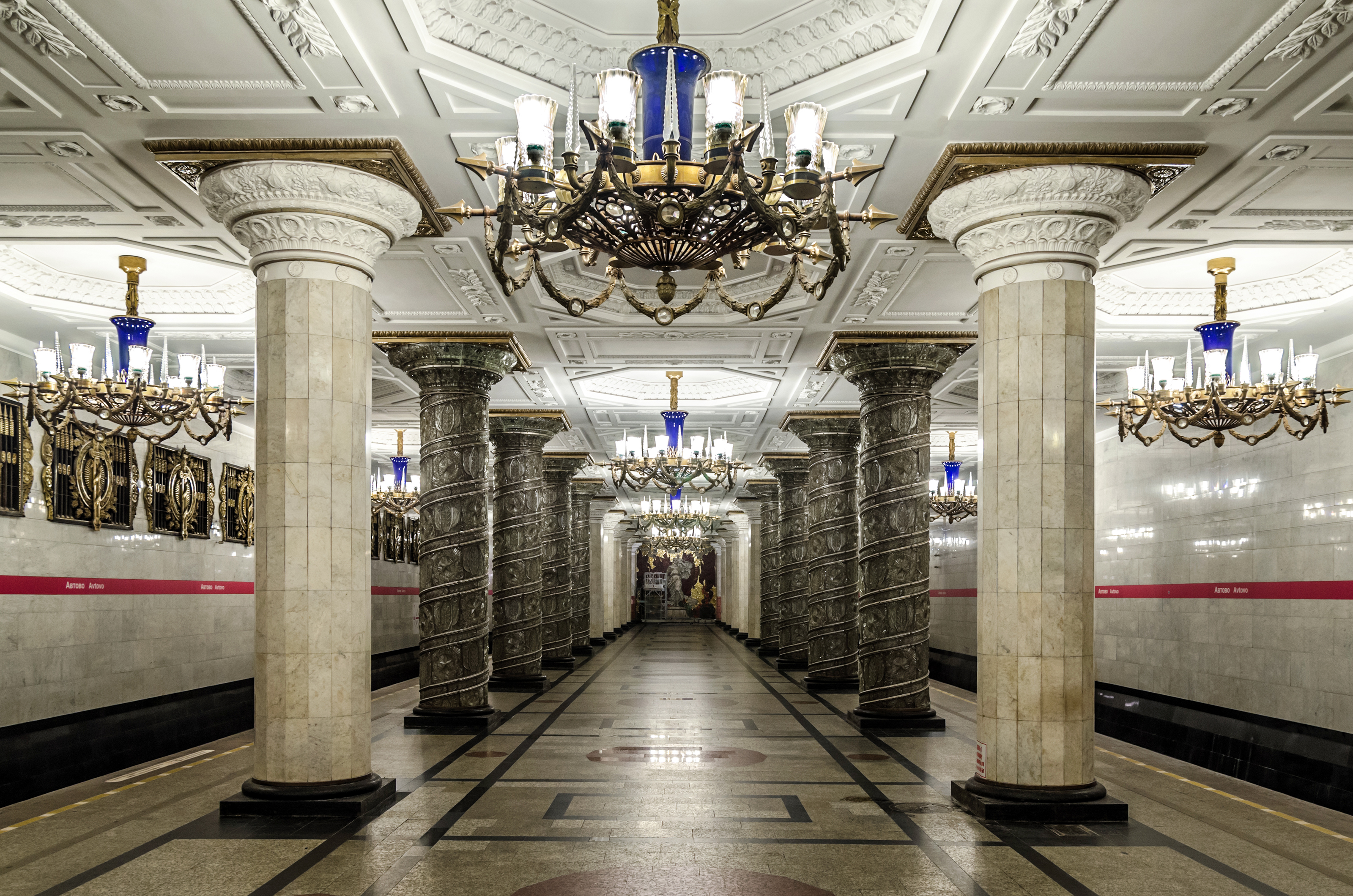
Stanice Avtovo, jedna z nejstarších i nejznámějších

## Linky
| #      | Název linky               | Otevření           | Otevření poslední stanice | Délka    | Počet stanic | Počet vozů ve vlacích | Průměrná vzdálenost mezi stanicemi | Průměrná rychlost (včetně zastávek) | Cestovní čas | Průměrná hloubka stanice |
| ------ | ------------------------- | ------------------ | ------------------------- | -------- | ------------ | --------------------- | ---------------------------------- | ----------------------------------- | ------------ | ------------------------ |
|        | Kirovsko-Vyborgskaja      | 15. listopadu 1955 | 29. prosince 1978         | 29,65 km | 19           | 8                     | 1,647 km                           | 38,68 km/h                          | ≈ 46 min     | −49,95 m                 |
|        | Moskovsko-Petrogradskaja  | 29. dubna 1961     | 22. prosince 2006         | 30,1 km  | 18           | 6                     | 1,771 km                           | 39,39 km/h                          | ≈ 46 min     | −44,50 m                 |
|        | Něvsko-Vasileostrovskaja  | 3. listopadu 1967  | 26. května 2018           | 27,6 km  | 12           | 6                     | 2,618 km                           | 42,38 km/h                          | ≈ 40 min     | −49 m                    |
|        | Lachtinsko-Pravoberežnaja | 30. prosince 1985  | 27. prosince 2024         | 14,81 km | 9            | 7                     | 1,601 km                           | 42,08 km/h                          | ≈ 19 min     | −62,38 m                 |
|        | Frunzensko-Primorskaja    | 20. prosince 2008  | 3. října 2019             | 26,24 km | 15           | 8                     | 1,749 km                           | 42,96 km/h                          | ≈ 41 min     | −56,73 m                 |
| Celkem | Celkem                    |                    |                           | 124,8 km | 72           |                       | 1,877 km                           | 40,61 km/h                          |              | −52,52 m                 |

## Statistiky
Současný systém metra tvoří 5 linek s 67 stanicemi a celkovými 116,6 km tratí. Většina stanic je budovaná hluboko pod zemí. 15 je konstruováno jako jednolodní, 14 se sloupy, 13 s prostupy, 3 jsou mělce založené se sloupy a 3 stanice jsou povrchové. Pět dep vypravuje celkem 1403 vagónů nasazených na 188 vlacích, přepraví denně 3,43 milionu cestujících.

## Vozový park
V Petrohradském metru jezdí vlaky několika typů, deponováno je dohromady 1476 vozů. Nejstaršími jsou typu E, vyrobené v dnešním závodě Metrovagonmaš u Moskvy. Mezi novější pak patří soupravy typů Em a 81-71, rovněž původem z moskevského závodu. Ovšem ne všechny; některé z nich byly vyrobené přímo v Petrohradu, v tehdejší továrně Leningradskij vagonosrojitelnyj zavod imeni I. J. Jegorova (rusky Ленинградский вагоностроительный завод им. И. Е. Егорова). Menší část vozového parku tvoří různé modifikace těchto vlaků, jako například 81-540/541 (série těchto souprav byla vyrobena přímo specificky pro Petrohrad) a další úpravy vlaků sérií 81-71. V roce 2013 byla podepsána smlouva na 9 šestivozových souprav Něva, které už jsou zde v provozu a 2. 3. 2015 byla vyhlášena společnost OOO VAGONMAŠ, která patří do skupiny Škoda Transportation jako vítěz tendru na dodávku 8 těchto stejných šestivozových souprav,
Vlaky jsou na první lince provozovány osmivozové, na zbylých třech linkách pak mají soupravy vagonů šest. Na nejstarší úseky jsou také vypravovány i nejstarší vozy; zatímco na Kirovsko-Vybrogské lince přepravují cestující vozy typů E a Em, novější 81-71 a jejich modifikace lze potkat na zbylých třech linkách.

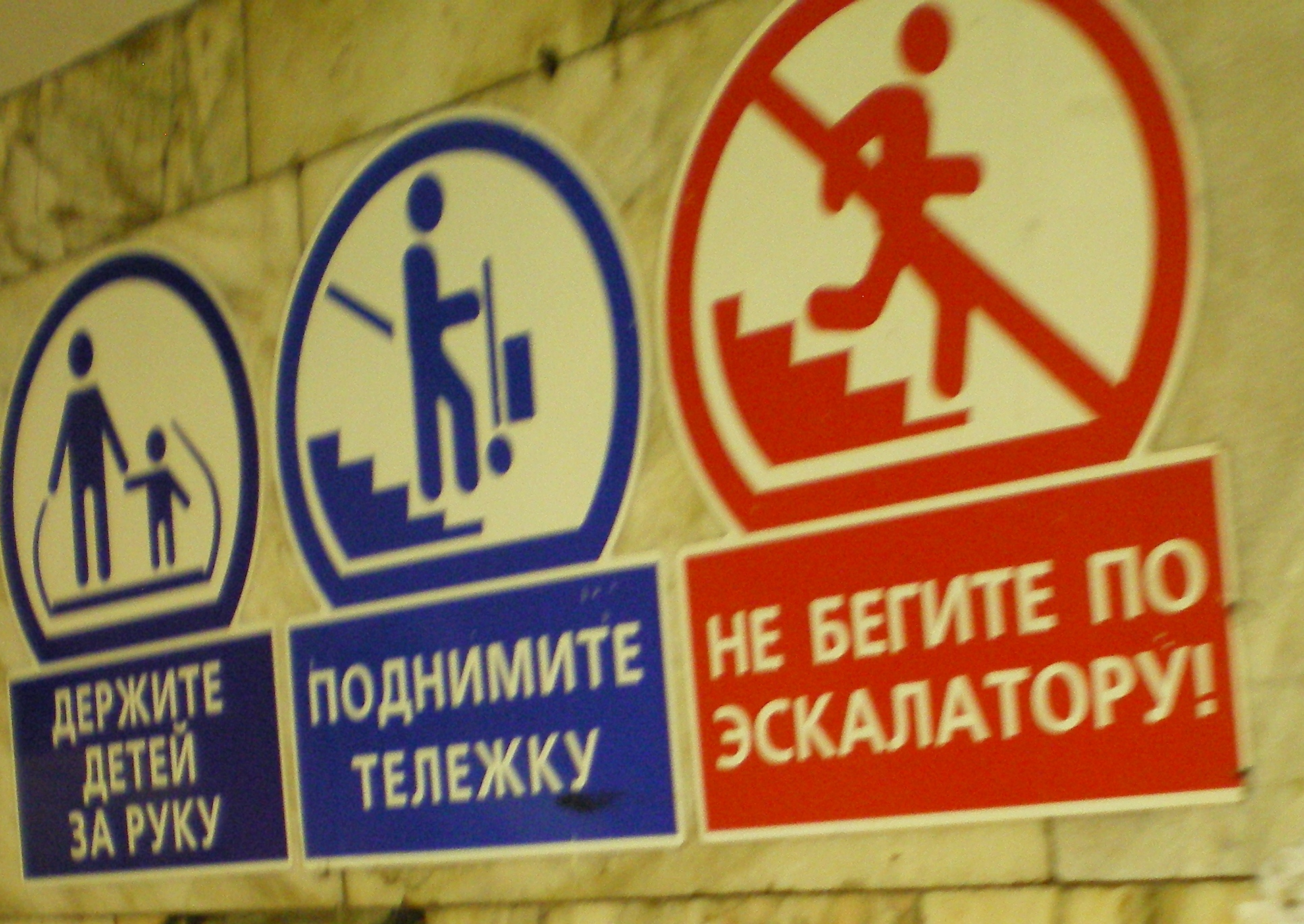
Piktogramy v petrohradském metru
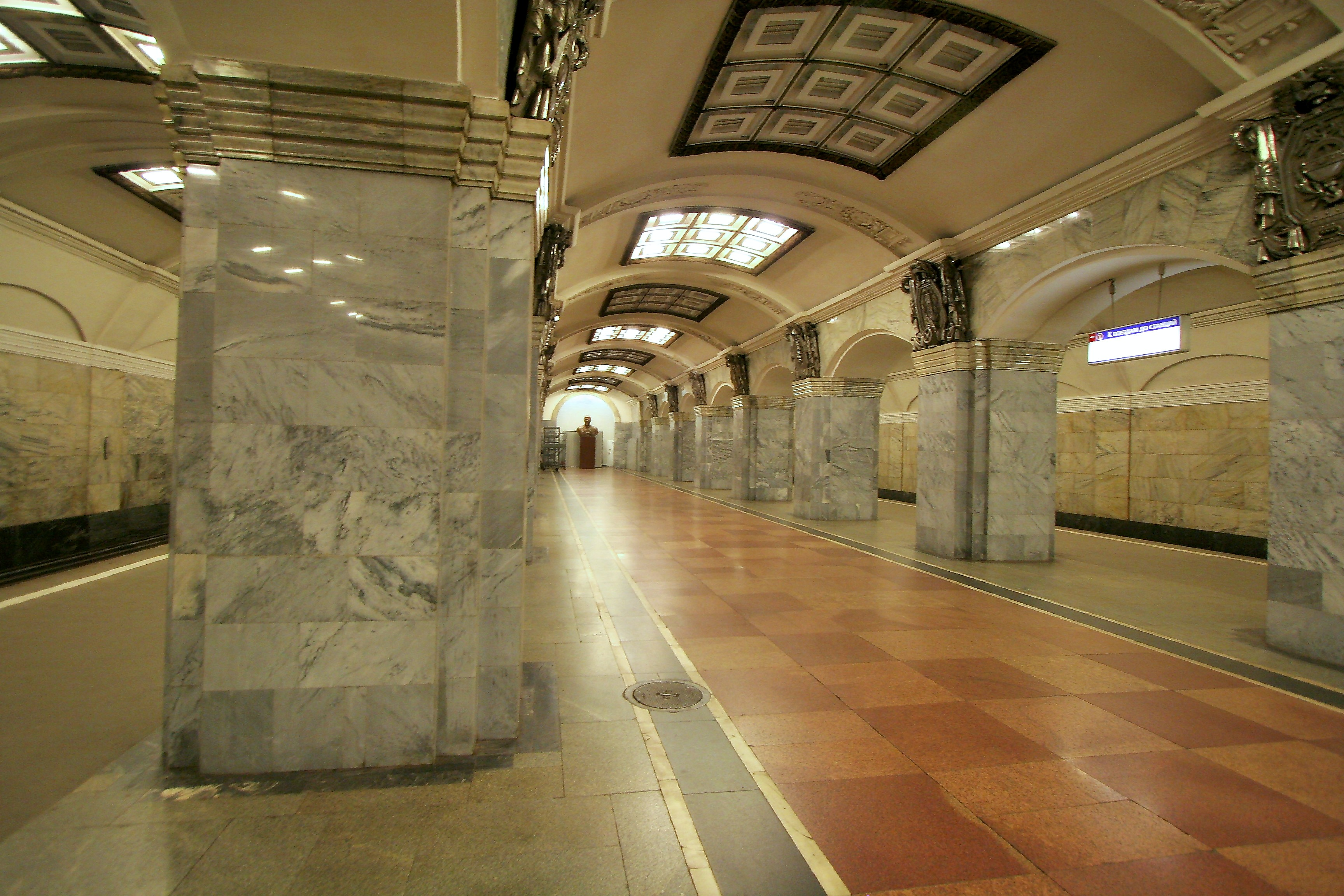
Stanice metra Kirovskij Zavod
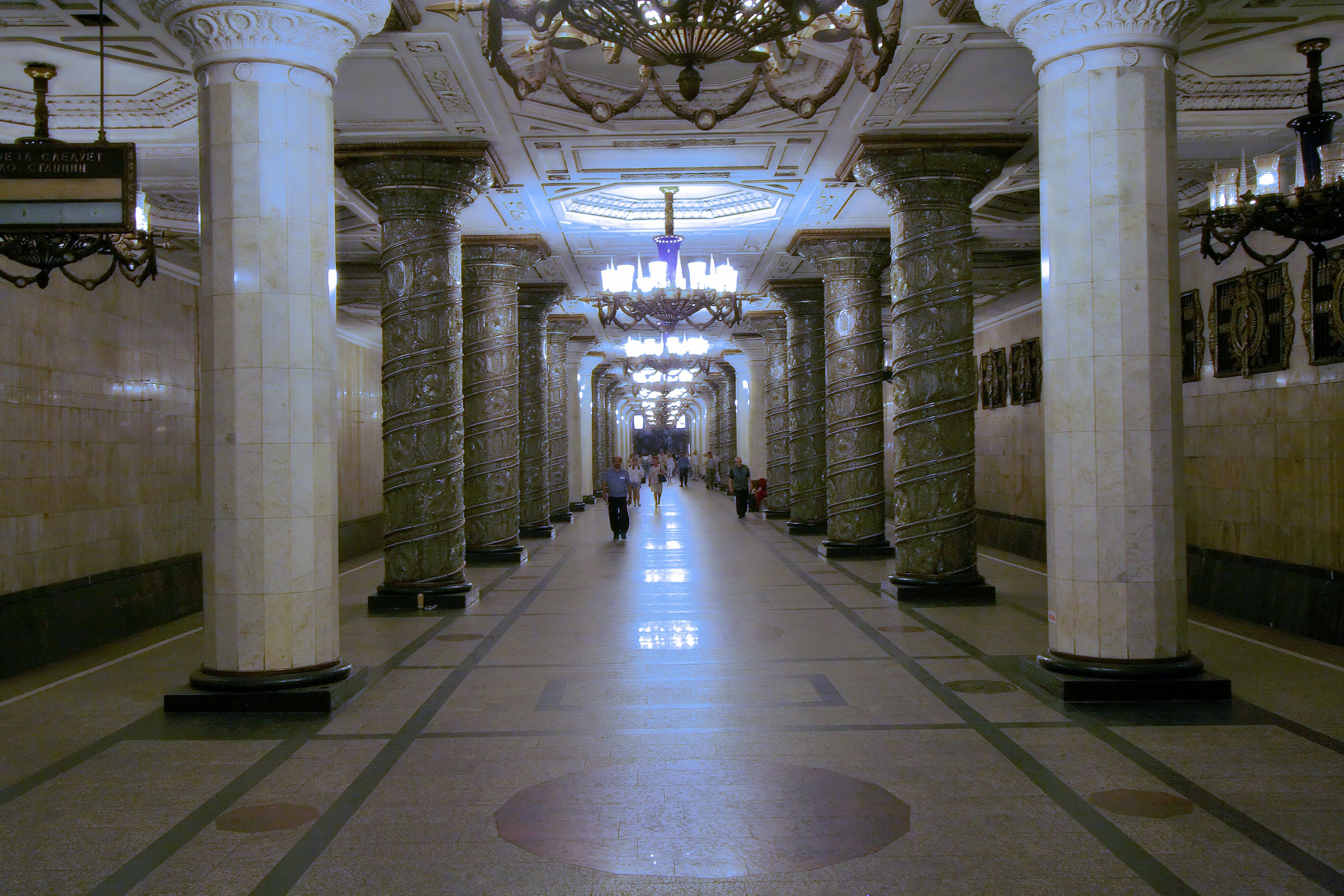
Stanice Avtovo

## Placení jízdného
V Petrohradském metru se používají turnikety pro vstup i výstup ze stanice. Cestující otevírá turniket například pomocí předplacené karty, na které je zakoupen určitý počet jízd. Displej v přední části turniketu v takovém případě zobrazí počet zbývajících jízd (vstupů). Druhou možností je platba pomocí zakoupeného žetonu, který se vloží do speciálního otvoru v turniketu. Žetony a karty se prodávají v pokladnách. Nicméně, pro nákup žetonů nebo nabití dalších jízd na kartu jsou k dispozici i automaty. Výstupní turnikety fungují automaticky bez nutnosti použití karty či jiného způsobu otevření.